# 이하원 (희극인)
이하원(1956년 9월 24일 ~ 2016년 11월 25일)은 대한민국의 희극 배우이다.

## 생애
- 1980년 TBC 동양방송 개그콘테스트로 처음 첫 데뷔했다.
- 1981년 MBC 문화방송 개그콘테스트에 처음 첫 데뷔 이적 전향 받고 참가했고 이후 문화방송으로 자리를 옮겨 청춘행진곡(청춘만만세)에 출연하는 등 큰 인기를 얻었다.
- 2016년 11월 25일 간암으로 세상을 떠났다.

## 학력
- 충남고등학교 졸업
- 중앙대학교 신문방송학과 학사

## 데뷔
- 1980년 TBC 동양방송 개그 콘테스트
- 1981년 MBC 문화방송 개그 콘테스트

## 출연작
방송
- 청춘행진곡 (황야에 뜨는 별)
- 청춘만만세 (오마데우스, 올림픽 영어)
- TBN 차차차 길따라노래따라(주말, 2011년 5월 7일 ~ 2013년 4월 21일)

CF
- 1991년 한국바이엘약품 탈시드

## 가족 관계
- 배우자 : 권재희 (1962년 9월 21일 ~ )
  - 아들 : 이태우 (1993년 ~ )